# División de Honor A de hockey hierba 2020-21
La División de Honor A de hockey hierba 2020-21 es la 55.ª temporada de la máxima categoría española de hockey hierba. La disputan doce equipos que se enfrentan todos contra todos en una fase de liga, y los ocho primeros clasificados jugarán las eliminatorias por el título.

## Equipos
| Equipo                                 | Localidad                  | Estadio                                      |
| -------------------------------------- | -------------------------- | -------------------------------------------- |
| Atlètic Terrassa Hockey Club           | Tarrasa                    | Estadio de Hockey Josep Marquès              |
| Club Deportiu Terrassa                 | Tarrasa                    | Les Pedritxes                                |
| Club Egara                             | Tarrasa                    | Pla de Bon Aire                              |
| Júnior Futbol Club                     | San Cugat del Vallés       | Sant Cugat                                   |
| Fútbol Club Barcelona                  | Barcelona                  | Complejo Deportivo Municipal Pau Negre       |
| Real Club de Polo                      | Barcelona                  | Eduardo Dualde                               |
| Club de Campo Villa de Madrid          | Madrid                     | Club de Campo                                |
| SPV Complutense                        | San Sebastián de los Reyes | Campo de Hockey San Sebastián de los Reyes   |
| Real Club Jolaseta                     | Guecho                     | Jolaseta                                     |
| Real Sociedad de Tenis de la Magdalena | Santander                  | Ruth Beitia                                  |
| Línia 22 HC                            | Tarrasa                    | Camp municipal de hoquei olímpic de Terrassa |
| C.D. Giner de los Ríos                 | Valencia                   | Polideportivo Virgen del Carmen-Beteró       |

## Clasificación
| | Equipo                                 | J  | G | E | P  | GF | GC | DG  | Puntos |
| --- | -------------------------------------- | -- | - | - | -- | -- | -- | --- | ------ |
| 1 | Club de Campo Villa de Madrid          | 11 | 9 | 1 | 1  | 38 | 9  | 29  | 28     |
| 2 | Club Egara                             | 11 | 9 | 1 | 1  | 35 | 14 | 21  | 28     |
| 3 | Atlètic Terrassa Hockey Club           | 11 | 8 | 2 | 1  | 41 | 11 | 30  | 26     |
| 4 | Real Club de Polo                      | 10 | 7 | 2 | 1  | 36 | 13 | 23  | 23     |
| 5 | SPV Complutense                        | 10 | 6 | 0 | 4  | 20 | 16 | 4   | 18     |
| 6 | Fútbol Club Barcelona                  | 11 | 5 | 2 | 4  | 17 | 20 | -3  | 17     |
| 7 | Júnior Futbol Club                     | 11 | 3 | 2 | 6  | 21 | 24 | -3  | 11     |
| 8 | Club Deportiu Terrassa                 | 11 | 2 | 3 | 6  | 23 | 37 | -14 | 9      |
| 9 | C. D. Giner de los Ríos                | 11 | 2 | 3 | 6  | 16 | 38 | -22 | 9      |
| 10 | Real Sociedad de Tenis de la Magdalena | 11 | 2 | 2 | 7  | 16 | 23 | -7  | 8      |
| 11 | Real Club Jolaseta                     | 11 | 2 | 1 | 8  | 15 | 35 | -20 | 7      |
| 12 | Línia 22 HC                            | 11 | 0 | 1 | 10 | 7  | 45 | -38 | 1      |
| Fuente: Federación Española de Hockey: Clasificación de la División de Honor A de hockey sobre hierba; actualización automática |                                        |    |   |   |    |    |    |     |        |